# Кустенко Олексій Михайлович
Олексій Михайлович Кустенко (23 лютого 1913, с. Волинка, Чернігівщина — 10 грудня 1993, Суми) — український письменник. Член НСПУ.

## Життєпис
Народився у селянській сім'ї. Закінчив семирічку. Поїхав працювати на шахти Донбасу, вступив до Макіївської педагогічної школи (пізніше педтехнікум), після закінчення вчителював, заочно навчався у Ворошиловоградському (Луганському) педінституті. У 1938-му отримав диплом вчителя української мови і літератури, до війни встиг побувати на посадах завуча, директора школи.
Під час війни отримав важке поранення при форсуванні Дніпра. Мав бойові нагороди. Після війни пішов працювати за спеціальністю. Вчителював, був завучем, директором школи, інспектор райвно.
У 1978 переїхав до Сумщини.

## Творчість

### Книги
- 1956  — «Горячие дни»
- 1960  — «Эх, молодость, молодость»
- 1961  — «На глибинах»
- 1985  — «Загадай желание»
- 1985  — «Чорний блиск»
- 1990  — «Не розлюби»
- 1991  — «Дожити б…»

### Рецензії, відгуки
- Стобін О. Талант, помножений на працю. //.  — 1993, 20 лютого
- Гризун А. Олексію Кустенку  — 80. // Літературна Україна.  — 1993, 25 лютого.